# Antonio Ponce de Santa Cruz
 Antonio Ponce de Santa Cruz  (1561 - 1632), metge espanyol, fill del metge espanyol Alonso de Santa Cruz.
Va ser metge reial a les corts de Felip III i Felip IV. Va ser clergue i professor de la Universitat de Valladolid. Publicar un tractat del seu pare,  Dignotio et cura affectuum melancholicorum  (Diagnòstic i tractament de les afeccions dels melancòlics) pòstumament el 1622. També va publicar el primer tractat en espanyol sobre el tractament de l'epilèpsia,  Praelections Valliosoletanae , 1631. Miguel de Cervantes es va inspirar en ell i en el tractat sobre la malenconia per descriure els símptomes que apareixen en  El Llicenciat Vidriera .